# Music and Me
Music and Me – singel Michaela Jacksona z albumu Music & Me. Wydany został tylko w Wielkiej Brytanii.

## Lista utworów
1. "Music and Me"
2. "Johnny Raven"

## Notowania
| Lista (1974)          | Najwyższa pozycja |
| --------------------- | ----------------- |
| Holland Singles Chart | 34                |
| Turkey Singles Chart  | 49                |

## Twórcy

### Music and Me
- Wokal: Michael Jackson
- Kompozytor: Jerry Marcellino, Mel Larson, Don Fenceton, Mike Cannon
- Produkcja: Mel Larson i Jerry Marcellino
- Aranżacja: James Anthony Carmichael

### Johnny Raven
- Wokal: Michael Jackson
- Kompozytor: Billy Page
- Produkcja: Hal Davis
- Aranżacja: Gene Page